# Kayo Agatsuma
Kayo Agatsuma (我妻佳代, Agatsuma Kayo). Nació el 25 de julio de 1968 en Sendai, Prefectura de Miyagi. Japón. Es una cantante y ex idol japonesa, activa en la década de los 80. Formó parte de Onyanko Club, era la miembro número 48. Además fue partícipe del grupo Momoko Club, junto a su compañera Mitsuko Yoshimi.

## Biografía
Agatsuma se unió a Onyanko Club, el 23 de enero de 1987. Mientras estuvo activa con este, su hermana mayor Naomi Serizawa, también se desempeñaba como cantante. Kayo fue una de las últimas chicas en unirse al mismo.

### Después de Onyanko club
Cuando el grupo se disolvió, Kayo debutó como solista con el single: "Private wa Dangerous". liberando posteriormente dos álbumes de estudio. El primero nombrado "OH CHAPPY" y el segundo titulado; "Merry! Go Round". Así como el lanzamiento de un photobook.

## Vida personal y en la actualidad
Agatsuma contrajo nupcias en abril de 1989, retirándose posteriormente del mundo del espectáculo. De este matrimonio dio a luz a un hijo, sin embargo, en 1996 su matrimonio culminó en divorcio.
Tras este hecho retomó su carrera artística por un breve periodo de tiempo. En los años posteriores ha estado presente en la mayoría de las reuniones con Onyanko Club.

## Curiosidades
- Kayo se declaró fanática de Masayuki Sakamoto, miembro de la banda V6.
- Durante su periodo activo con el grupo, fue apodada Rumi Agatsuma (我妻ルミ, Agatsuma Rumi).

## Discografía

### Singles
- [1987.11.21] Private wa Dangerous
- [1988.03.21] Hitoshi Yubi no Wiper
- [1988.07.21] Sekirara de Ikou!
- [1988.10.21] Kanashimi no Mukougawa

### Álbumes de estudio
- [1988.04.21] OH! CHAPPY
- [1988.12.01] Merry! Go Round
- [2003.12.03] Idol Miracle Bible Series Agatsuma Kayo 48

### Photobook
- [1988.04] KAYO AGATSUMA